# تاريخ الكويت العسكري
كان الأمن قديماً في الكويت يعتمد على الفداوية، وهم مجموعة الرجال المسلحين التابعين لأمير الكويت، أما الأسواق فلها حرس يسمون النواطير لم يتجاوز عددهم العشرين حارسا، في 1929 تأسست دائرة البلدية في الكويت أخذت على عاتقها تنظيم شؤون حرس الأسواق وجباية رسم الحراسة من الدكاكين.
في عام 1938 أسس الشيخ أحمد الجابر الصباح دائرة الأمن العام التي كان مقرها يتواجد في ساحة الصفاة وسط مدينة الكويت ، ولم يتجاوز عدد أفراد قوة الشرطة التابعين لدائرة الأمن العام عن 60 فردا آنذاك ولا يدخل ضمن هذا العدد قوات الفدواية (حرس الأمير الخاص). وتولى الشیخ علي الخليفة الصباح رئاسة دائرة الأمن العام منذ تأسيسها حتى وفاته سنة 1942 فخلفه الشيخ عبد الله المبارك الصباح الذي كان يشغل آنذاك منصب نائب رئيس دائرة الأمن العام.

دائرة الأمن العام 1951

في سنة 1948 تأسست «قوة الحدود والأمن» ضمن دائرة الأمن العام وفي عام 1953 غٌير الاسم إلى «الجيش الكويتي» وتم تقسيمه إلى قوات أمن وقوات حرس حدود وفيما استقلت إدارة الأمن العام والشرطة الجيش لكن كلا القوتين ظلتا تحت قيادة الشيخ عبد الله المبارك. وفي نفس العام (1953) تأسست نواة القوة الجوية الكويتية بتأسيس نادي الطيران في مطار النقرة والذي كان يتبع دائرة الأمن العام، ضم نادي الطيران 8 طائرات بريطانية من أنواع أوتوكار وأيجليت للتدريب وتم تخريج أول طيارين كويتيين في 1954، ثم بعثوا إلى المملكة المتحدة للتدريب المتقدم.
في سنة 1957 أقيم عرض عسكري لقوات الأمن العام حضره رئيس أركان حرب القوات البرية البريطانية في الشرق الأوسط السير جيفري بورن وقد بلغ قوام القوات 2,500 فرد منهم 1,000 لحرس الحدود و1,500 لقوات الأمن، كما تم سنة 1957 هدم سور الكويت الامر الذي أدى فيما بعد لدمج دائرة الأمن العام مع دائرة الشرطة في فبراير 1959 التي مثلت نواة وزارة الداخلية الكويتية وزارة الداخلية الكويتية فيما بقيت قوة الحدود لتشكل الجيش. تطورت أعمال الشرطة بمرور الزمن فكانت أعمالها في البداية تقتصر على الحراسات والمرور والآداب ثم ظهور شرطة الميناء وشرطة المرور.
بعد استقلال الكويت أعيد تنظيم دائرة الشرطة لتصبح تابعة لوزارة الداخلية عام 1962. قامت شرطة الكويت بتدريب منتسبيها منذ بداية تأسيسها عام 1938 وتبلورت هذه الجهود في إنشاء كلية الشرطة عام 1969 والتي سميت لاحقاً بأكاديمية سعد العبدالله للعلوم الأمنية. ومنذ ذلك الحين توسعت إدارات وزارة الداخلية كي تواكب حاجات المحافظة على زمن الكويت. قام الجيش الكويتي في عام 1996 وعلى خطى شرطة الكويت، بإنشاء كلية مبارك العبد الله للقيادة والأركان المشتركة وتقوم الكلية بتخريج منتسبيها من الضباط بدرجة الماجستير في العلوم العسكرية والحصول على لقب ضابط ركن. وهي أفضل كلية قيادة وأركان في الخليج العربي بشهادة السفارة البريطانية بالكويت.
وفي عام 2001 أقر مجلس الوزراء الكويتي مشروع الشرطة النسائية وتم قبول أول دفعة من الشرطة النسائية في أكاديمية سعد العبد الله في عام 2007.